# Gabriel Mazuela
Gabriel Agustín Mazuela Cruz (Santiago, Chile; 30 de enero de 1999) es un Exfutbolista chileno que ocupaba la posición de delantero. Fue además, internacional con la selección sub-17 de Chile.

## Carrera
Gabriel Mazuela se hizo conocido en distintos torneos escolares de Santiago, representando al San Ignacio El Bosque, fue a la corta edad de 9 años que se incorporó a las categorías formativas del Club Universidad de Chile tras titularse goleador de un campeonato escolar metropolitano.

## Selección nacional

### Sub-17
| Competencia                 | Sede     | Resultado        | PJ | Goles | Media goleadora |
| --------------------------- | -------- | ---------------- | -- | ----- | --------------- |
| Sudamericano Sub-17 de 2015 | Paraguay | Primera fase     | 4  | 2     | 0.5             |
| Copa Mundial Sub-17 de 2015 | Chile    | Octavos de final | 4  | 1     | 0.25            |